# Ana Bogdanović
Ana Bogdanović est une joueuse de volley-ball serbe née le 27 avril 1989. Elle mesure 1,98 m et joue au poste de centrale. 

## Clubs
| Club              | De        | À         |
| ----------------- | --------- | --------- |
| Étoile Rouge      | 2005-2006 | 2008-2009 |
| ŽOK Spartak       | 2009-2010 | 2010-2011 |
| OK Kamnik         | 2011-2012 | 2011-2012 |
| OOK Kolubara      | 2012-2013 | 2012-2013 |
| Terville FOC      | 2013-2014 | 2013-2014 |
| VK AGEL Prostějov | 2014-2015 | 2014-2015 |
| ŽOK Spartak       | 2015-2016 | …         |

## Palmarès
- Championnat de Serbie
  - Finaliste : 2008, 2009.
- Coupe de Serbie
  - Finaliste : 2007, 2009.
- Championnat de Slovénie
  - Finaliste : 2012.
- Coupe de Slovénie
  - Finaliste : 2012.
- Coupe de République tchèque
  - Vainqueur: 2015.
- Championnat de République tchèque
  - Vainqueur : 2015.